# 메이 후?
《메이 후?》(May Who? เมย์ไหน..ไฟแรงเฟร่อ)는 태국에서 제작된 2015년 코미디 영화이다.

## 출연

### 주연
- 수타타 우돔실프
- 티띠 마하요타락
- 타나폽 리라타나카조른